# Hemofili
Hemofili, eller klassisk blödarsjuka, är ett namn på en grupp mestadels ärftliga blödningsrubbningar som begränsar kroppens förmåga att koagulera blod. Människor som har hemofili blöder under en längre tid efter en skada, får lättare blåmärken och löper en högre risk att få blödningar i leder eller i hjärnan. De som har en mild form av hemofili får ofta symptom först vid en olycka eller vid en operation.

## Orsaker och behandling
Hemofili beror på en genetiskt medfödd brist på vissa proteiner i blodet, så kallade koagulationsfaktorer. Klassisk blödarsjuka förekommer i två former: hemofili A (brist på faktor VIII), och hemofili B (brist på faktor IX). Hemofili A är fem gånger vanligare än hemofili B. 
Den obehandlade drabbade löper ständig risk att utsättas för mycket smärtsamma spontana invärtes blödningar och behandlades förr med vila, smärtstillande medel och blodtransfusioner. Sådana transfusioner gjorde att blödarsjuka personer var speciellt utsatta för smittat blod när HIV-smittan utbröt i västvärlden på 1980-talet. Även behandling med orent faktorkoncentrat gjorde att olika former av hepatit-smitta förekom i högre grad bland blödarsjuka. Numera har transfusioner ersatts med preventiv, regelbunden intravenös injicering av faktorkoncentrat, som innehåller den koagulationsfaktor som kroppen saknar. Behandlingen är ofta livslång och målet är att patientens blod ska innehålla tillräcklig halt av koagulationsfaktor för att undvika blödningar.

## Varianter av hemofili
Hemofili A.
Hemofili A orsakas av att det inte finns tillräckligt med faktor VIII. Faktor VIII bildas främst i levern. Även om hemofili A är medfödd brukar den inte noteras förrän patienten är omkring 6 månader gammal, då onaturlig blåmärksteckning brukar uppstå.
Hemofili B - Christmas disease. 
Brist på faktor IX orsakar denna sjukdom, som är ovanligare än hemofili A. Faktor IX bildas i benmärgen.

## Ärftlighet
Hemofili A och hemofili B ärvs via X-kromosomen. Sjukdomen ärvs recessivt. Nästan uteslutande män får sjukdomen, medan kvinnorna för vidare anlaget utan att själva bli sjuka. Det bör dock noteras att detta är en viss förenkling av verkligheten; anlagsbärande kvinnor kan ha så låg faktorhalt som en milt blödarsjuk. En anlagsbärande kvinna får söner med 50% risk att bli sjuka och döttrar med 50% risk att bli anlagsbärare. En sjuk man får friska pojkar, men alla döttrar blir anlagsbärare. I 30-50% av alla nydiagnostiserade fall är sjukdomen inte tidigare känd i familjen.

## Blödarsjuka inom kungahusen
Det mest kända exemplet på blödarsjuka inom de europeiska kungahusen var den ryske arvprinsen Aleksej, son till den siste tsaren av Ryssland, Nikolaj II. Han ärvde hemofili B från sin mormorsmor drottning Viktoria, vars barn och släktingar senare befolkade nästan alla Europas kungahus, och sjukdomen kom att kallas "den kungliga sjukdomen". Även den spanska kungafamiljen drabbades av sjukdomen i början av 1900-talet.